# Falkvåltjärnarna (Storsjö socken, Härjedalen, 697949-135351)
Falkvåltjärnarna är en sjö i Bergs kommun i Härjedalen och ingår i Ljungans huvudavrinningsområde. Sjön har en area på 0,0334 kvadratkilometer och ligger 910,6 meter över havet.

## Delavrinningsområde
Falkvåltjärnarna ingår i det delavrinningsområde (697765-135322) som SMHI kallar för Ovan 697583-135374. Medelhöjden är 860 meter över havet och ytan är 7,85 kvadratkilometer. Räknas de 4 avrinningsområdena uppströms in blir den ackumulerade arean 32,75 kvadratkilometer. Tandån som avvattnar avrinningsområdet har biflödesordning 2, vilket innebär att vattnet flödar genom totalt 2 vattendrag innan det når havet efter 329 kilometer. Avrinningsområdet består mestadels av skog (13 procent) och kalfjäll (85 procent). Avrinningsområdet har 0,15 kvadratkilometer vattenytor vilket ger det en sjöprocent på 1,9 procent.